# Lijst van draagbare spelcomputers
Dit is een lijst met handzame en draagbare spelcomputers.
De in de tabel vermelde lanceerdata en introductieprijzen zijn respectievelijk Japanse of Amerikaanse lanceerdata en/of prijzen. Prijzen zijn vermeld in euro’s of Belgische franken en/of Nederlandse guldens indien de introductiedatum voor de invoeringsdatum van de euro ligt.

## Algemene informatie
|                            | Fabrikant                       | Lanceringsdatum       | Productreeks         | Prijs ($)                                                 |
| -------------------------- | ------------------------------- | --------------------- | -------------------- | --------------------------------------------------------- |
| Nintendo Switch            | Nintendo                        | 3 maart 2017          | Nintendo Switch      | $299                                                      |
| PlayStation Vita           | Sony Computer Entertainment     | 17 december 2011      | PlayStation          | $299 Wi-fi+3G, $249 Wi-fi Only                            |
| Nintendo 3DS               | Nintendo                        | 26 februari 2011      | Nintendo 3DS         | $169                                                      |
| GP2X                       | GamePark Holdings               | 9 november 2005       | GP2X                 | $185                                                      |
| Gizmondo                   | Gizmondo                        | oktober 2005          | Gizmondo             | $229–$400                                                 |
| Game Boy Micro             | Nintendo                        | 13 september 2005     | Game Boy             | $90                                                       |
| PlayStation Portable       | Sony Computer Entertainment     | 12 december 2004      | PlayStation          | $200 (standaard - enkel in Japan) $250 (value pack UK/EU) |
| Nintendo DS                | Nintendo                        | 21 november 2004      | Nintendo DS          | $130                                                      |
| Pocket Famicom             | Gametech                        | 20??                  | Pocket Famicom       | $80                                                       |
| Nokia N-Gage QD            | Nokia                           | 27 juli 2004          | N-Gage               | $0–$245                                                   |
| Timetop Gameking 2         | Timetop                         | onbekend 2004         | Gameking             | $15–$30                                                   |
| GP32                       | GamePark                        | juni 2004             | GP32                 | $239                                                      |
| Tapwave Zodiac             | Tapwave                         | 1 november 2003       | Zodiac               | beëindigd (lancering: $300–400)                           |
| Nokia N-Gage               | Nokia                           | 7 oktober 2003        | Nokia N-Gage         | beëindigd (lancering: $300)                               |
| Game Boy Advance SP        | Nintendo                        | 23 maart 2003         | Game Boy             | $79                                                       |
| Timetop Gameking           | Timetop                         | onbekend, 2003        | Gameking             | $10–$20                                                   |
| SwanCrystal                | Bandai                          | 16 november 2002      | WonderSwan           | beëindigd (lancering: $65)                                |
| Game Boy Advance           | Nintendo                        | 21 maart 2001         | Game Boy             | beëindigd (lancering: $100)                               |
| WonderSwan Color           | Bandai                          | 30 december 2000      | WonderSwan           | beëindigd (lancering: $65)                                |
| WonderSwan                 | Bandai                          | 1999                  | WonderSwan           | beëindigd                                                 |
| Game Boy Color             | Nintendo                        | 23 oktober 1998       | Game Boy             | beëindigd (lancering: $79)                                |
| Neo-Geo Pocket Color       | SNK                             | 1999                  | Neo-Geo              | beëindigd (lancering: $69?)                               |
| Neo-Geo Pocket             | SNK                             | 1998                  | Neo-Geo              | beëindigd (lancering: $69?)                               |
| Game.com                   | Tiger Electronics               | 1997                  | Game.com             | beëindigd (lancering: $59–$69)                            |
| Game Boy Light             | Nintendo                        | 1997 (enkel in Japan) | Game Boy             | beëindigd (lancering: $?)                                 |
| Game Boy Pocket            | Nintendo                        | 1996                  | Game Boy             | beëindigd (lancering: $59)                                |
| Sega Nomad                 | Sega                            | oktober 1995          | Sega Nomad           | beëindigd (lancering: $180)                               |
| Mega Duck/Cougar Boy       | Creatonic, Videojet, and Timlex | 1993                  | Mega Duck            | beëindigd (lancering: $60)                                |
| Watara Supervision         | Watara                          | 1992                  | Supervision          | beëindigd (lancering: $50)                                |
| Atari Lynx II              | Atari                           | 1991                  | Lynx                 | beëindigd                                                 |
| Game Gear                  | Sega                            | 6 oktober 1990        | Game Gear            | beëindigd (lancering: $149)                               |
| pc Engine GT               | NEC                             | 1990                  | pc Engine GT         | beëindigd (lancering: $300)                               |
| Atari Lynx                 | Atari                           | 1989                  | Lynx                 | beëindigd (lancering: $179–$199)                          |
| Game Boy                   | Nintendo                        | 21 april 1989         | Game Boy             | beëindigd (lancering: $109)                               |
| Epoch Game Pocket Computer | Epoch                           | 1984                  | Game Pocket Computer | beëindigd                                                 |
| Microvision                | Milton Bradley Company          | 1979                  | Microvision          | beëindigd                                                 |
|                            | Fabrikant                       | Lanceringsdatum       | Productreeks         | Prijs ($)                                                 |

## Specificaties
|                        | Processor                                 | Kloksnelheid                  | Hoofdgeheugen                       | Opslag(media)                                         | Videogeheugen |
| ---------------------- | ----------------------------------------- | ----------------------------- | ----------------------------------- | ----------------------------------------------------- | ------------- |
| PlayStation Vita       | Quad-core ARM Cortex-A9 MPCore            | 2 GHz                         | 512 MB                              | PS Vita memory card (4, 8, 16, 32 of 64 GB)           | 128 MB        |
| Nintendo 3DS           | Dual-core ARM11 MPCore                    | 268 MHz                       | 128 MB FCRAM                        | SD-geheugenkaart, 1 GB flashgeheugen                  | 6 MB          |
| GP2X                   | ARM920T en ARM940T                        | 200 MHz en 200 MHz            | 64MB SDRAM, 64MB NAND RAM           | SD-geheugenkaart, NAND RAM                            | ?             |
| Gizmondo               | 32 bit ARM9 / 128 bit Nvidia GPU          | 400 MHz                       | 64 MB                               | 64 MB flash (gedeeld met programma's), SD slot        | N/A           |
| Game Boy Micro         | Sharp ARM7TDMI                            | 16.78 MHz                     | 32 KB, 256 KB extern                | geen                                                  | 96 KB         |
| PlayStation Portable   | 2× MIP R4000                              | 333 MHz                       | 8 MB EDRAM                          | Memory Stick Duo Slot, UMD Universal Media Disc       | 2 MB EDRAM    |
| Nintendo DS            | ARM9 en ARM7TDMI                          | 67 MHz en 33 MHz              | 4 MB SRAM                           | geen                                                  | 656 KB        |
| Nokia N-Gage QD        | ARM9                                      | 104 MHz                       | 3.4 MB                              | 4 MB flash, MMC slot                                  | N/A           |
| Timetop Gameking 1 & 2 | 65C02                                     | 6 MHz                         | onbekend                            | geen                                                  | N/A           |
| GP32                   | ARM920T                                   | 133 MHz                       | 8 MB SDRAM                          | SmartMedia 8–128 MB                                   | ?             |
| Tapwave Zodiac         | Motorola i.Mxi ARM9                       | 297 MHz                       | 32 MB or 128 MB                     | 32 MB or 128 MB (gedeeld met programma's), 2 SD slots | 8 MB          |
| Nokia N-Gage           | ARM9                                      | 104 MHz                       | 3.4 MB, 32-128 MB extern            | 4 MB flash, MMC slot                                  | N/A           |
| Game Boy Advance SP    | Sharp ARM7TDMI en Z80                     | 16.78 MHz en 4194 MHz         | 32 KB, 256 KB extern                | geen                                                  | 96 KB         |
| Game Boy Advance       | Sharp ARM7TDMI en Z80                     | 16.78 MHz en 4194 MHz         | 32 KB, 256 KB extern                | geen                                                  | 96 KB         |
| SwanCrystal            | SPGY-1002                                 | 3072 MHz                      | 512 KB                              | geen                                                  | ?             |
| WonderSwan Color       | SPGY-1002                                 | 3072 MHz                      | 512 KB                              | geen                                                  | ?             |
| WonderSwan             |                                           |                               |                                     |                                                       |               |
| Game Boy Color         | Z80                                       | 4 MHz (enkel), 8 MHz (dubbel) | 32 KB, 128 KB extern                | geen                                                  | 16 KB         |
| Neo-Geo Pocket Color   | Toshiba TLCS900H                          | 6144 MHz                      | 64 KB                               | geen                                                  | 12 KB         |
| Neo-Geo Pocket         | Toshiba TLCS900H                          | 6144 MHz                      | 64 KB                               | geen                                                  | 12 KB         |
| Game.com               | Sharp 8 bit CPU                           | ?                             | ?                                   | geen                                                  | ?             |
| Game Boy Light         | Z80                                       | 4194 MHz                      | 8 KB                                | geen                                                  | 8 KB          |
| Game Boy Pocket        | Z80                                       | 4194 MHz                      | 8 KB                                | geen                                                  | 8 KB          |
| Sega Nomad             | Motorola M68000 & Zilog Z80               | 7.67 MHz & 4 MHz              | 64 KB                               | geen                                                  | 64KB          |
| Mega Duck/Cougar Boy   | 8 bit Z80 VLSI processor                  | 4.194304 MHz                  | 16 KB                               | ?                                                     | ?             |
| Watara Supervision     | 8 bit 65C02 of M65C02 VLSI processor      | 4 MHz                         | afhankelijk van model               | ?                                                     | ?             |
| Atari Lynx II          | Mikey & Suzy (2 16 bit custom CMOS chips) | 16 MHz & 16 MHz               | 64 KB DRAM, 128-512 KB extern       | geen                                                  |               |
| Game Gear              | Zilog Z80 (8 bit)                         | 3.58 MHz                      | 64Kbits                             |                                                       | 64 KB         |
| pc Engine GT           | Custom 6820 (NEC)                         | 7.195090 MHz                  | 64 KB                               | geen                                                  | ?             |
| Game Boy               | Z80                                       | 4.194304 MHz                  | 8 KB intern, 256 KB - 8 MB extern   | geen                                                  | 8 KB          |
| Atari Lynx             | Mikey & Suzy (2 16 bit custom CMOS chips) | 16 MHz & 16 MHz               | 64 KB DRAM, 128-512 KB extern       | geen                                                  |               |
| Game Pocket Computer   | N/A                                       | N/A                           | N/A                                 | N/A                                                   | N/A           |
| Microvision            | Intel 8021/TI TMS1100 (op cartridge)      | 100 kHz                       | 16 bytes, geïntegreerd op processor | N/A                                                   | N/A           |
|                        | Processor                                 | Kloksnelheid                  | Hoofdgeheugen                       | Opslag(media)                                         | Videogeheugen |

|                        | Bedieningsknoppen                                                                          | Spelmedia                                | Beeldscherm                                    | Resolutie              | Kleurdiepte                           |
| ---------------------- | ------------------------------------------------------------------------------------------ | ---------------------------------------- | ---------------------------------------------- | ---------------------- | ------------------------------------- |
| PlayStation Vita       | 4 bewegingsrichtingen digitaal pad, 2 analoge thumbstick, touchscreen, touchpad achterkant | PS Vita game card of PS Vita memory card | 127 mm Oled                                    | 960 × 544              | 17 miljoen kleuren                    |
| Nintendo 3DS           | D-pad, stylus-driven touch screen                                                          | cartridges, SD-geheugenkaart             | 9 cm en 7,6 cm lcd                             | 800 × 240 en 320 × 240 | 16,77 miljoen kleuren                 |
| GP2X                   | 8 richtingen digitale joystick                                                             | Secure Digital Memory Cards              | 9 cm Backlit tft-lcd                           | 320 × 240              | 260000 kleuren                        |
| Gizmondo               | 4 bewegingsrichtingen digitaal pad                                                         | SD-kaart of downloaden                   | 71 mm lcd                                      | 240 × 320              | 65536 kleuren                         |
| Game Boy Micro         | D-Pad                                                                                      | cartridge                                | 5 cm lcd                                       | 240 × 160              | 32768 kleuren                         |
| PlayStation Portable   | 4 bewegingsrichtingen digitaal pad, analoge thumbstick                                     | UMD of memory stick                      | 109 mm lcd                                     | 480 × 272              | 16,77 miljoen kleuren                 |
| Nintendo DS            | D-pad, stylus-driven touch screen                                                          | cartridges                               | twee 8 cm lcd's                                | 256 × 192 (×2)         | 260000 kleuren                        |
| Nokia N-Gage QD        | 4 bewegingsrichtingen digitaal pad                                                         | MMC-kaart of downloaden                  | 53 mm lcd                                      | 176 × 208              | 4096 kleuren                          |
| Timetop Gameking 1 & 2 | 4 bewegingsrichtingen digitaal pad                                                         | cartridge                                | 53 mm reflectieve lcd (Backlit in Gameking 2). | 48 × 32                | 4 grijstinten                         |
| GP32                   | 4 bewegingsrichtingen digitale stick                                                       | SmartMedia-kaart                         | 90 mm tft                                      | 320 × 240              | 65536 kleuren                         |
| Tapwave Zodiac         | 8 bewegingsrichtingen digitale thumbstick, touch screen                                    | SD-kaart of downloaden                   | 97 mm lcd                                      | 480 × 320              | 65536 kleuren                         |
| Nokia N-Gage           | 4 bewegingsrichtingen digitaal pad                                                         | MMC-kaart of downloaden                  | 53 mm lcd                                      | 176 × 208              | 4096 kleuren                          |
| Game Boy Advance SP    | D-Pad                                                                                      | cartridge                                | 74 mm lcd                                      | 240 × 160              | 32768 kleuren                         |
| Game Boy Advance       | D-Pad                                                                                      | cartridge                                | 74 mm lcd                                      | 240 × 160              | 32768 kleuren                         |
| SwanCrystal            | 4 bewegingsrichtingen digitaal pad                                                         | cartridge                                | 71 mm tft-lcd                                  | 224 × 144              | 4096 kleuren, 241 simultaan           |
| WonderSwan Color       | 4 bewegingsrichtingen digitaal pad                                                         | cartridge                                | 71 mm FSTN-reflectieve lcd                     | 224 × 144              | 4096 kleuren, 241 simultaan           |
| WonderSwan             | 4 bewegingsrichtingen digitaal pad                                                         | cartridge                                |                                                |                        |                                       |
| Game Boy Color         | D-Pad                                                                                      | cartridge                                | Tft-lcd                                        | 160 × 144              | 32768 kleuren; 10, 32 or 56 simultaan |
| Neo-Geo Pocket Color   | 8 bewegingsrichtingen digital thumbstick                                                   | cartridge                                | Tft-lcd                                        | 160 × 152              | 4096 kleuren, 146 simultaan           |
| Neo-Geo Pocket         | 8 bewegingsrichtingen digitale thumbstick                                                  | cartridge                                | Tft-lcd                                        | 160 × 152              | 16 paletten per plane                 |
| game.com               | 4 bewegingsrichtingen digitaal pad, touch screen                                           | cartridge                                | 99 mm lcd                                      | 200 × 160              | 4                                     |
| Game Boy Light         | D-Pad                                                                                      | cartridge                                | Backlit reflectieve lcd                        | 160 × 144              | 4                                     |
| Game Boy Pocket        | D-Pad                                                                                      | cartridge                                | reflectieve lcd                                | 160 × 144              | 4                                     |
| Sega Nomad             | 4 bewegingsrichtingen digitaal pad                                                         | cartridge (Sega Mega Drive compatibel)   | 8 cm lcd                                       | 320 × 224              | 512 maximaal, 64 simultaan            |
| Mega Duck/Cougar Boy   | 4 bewegingsrichtingen digitaal pad                                                         | cartridge                                | 69 mm lcd                                      | 160×144                | 4 monochrome blauwtinten              |
| Watara Supervision     | 4 bewegingsrichtingen digitaal pad                                                         | cartridge                                | 85 mm lcd; 61 mm × 61 mm                       | 160 × 160              | 4 monochrome groentinten              |
| Atari Lynx II          | 4 bewegingsrichtingen digitaal pad                                                         | cartridge                                | 9 cm lcd                                       | 160 × 102              | 4096 (12 bit)                         |
| Game Gear              | 4 bewegingsrichtingen digitaal pad                                                         | cartridge                                | 81 mm lcd                                      | 160 × 144              | 4096 maximaal, 32 simultaan           |
| PC Engine GT           | 4 bewegingsrichtingen digitaal pad                                                         | cartridge                                | Tft-lcd                                        | 256 × 256              | 512                                   |
| Game Boy               | D-Pad                                                                                      | cartridge                                | reflectieve lcd                                | 160 × 144              | 4                                     |
| Atari Lynx             | 4 bewegingsrichtingen digitaal pad                                                         | cartridge                                | 9 cm lcd (diagonaal); 83 mm × 48 mm            | 160 × 102              | 4096 (12 bit)                         |
| Game Pocket Computer   | 4 bewegingsrichtingen pad                                                                  | cartridge                                | lcd                                            | 75 × 64                | 4                                     |
| Microvision            | 9-knopskeypad, één paddle                                                                  | cartridge                                | lcd                                            | 16 × 16                | 4                                     |
|                        | Bedieningsknoppen                                                                          | Spelmedia                                | Beeldscherm                                    | Resolutie              | Kleurdiepte                           |

## Zie verder
- Lijst van spelcomputersystemen

## Galerij

Sony PlayStation Vita
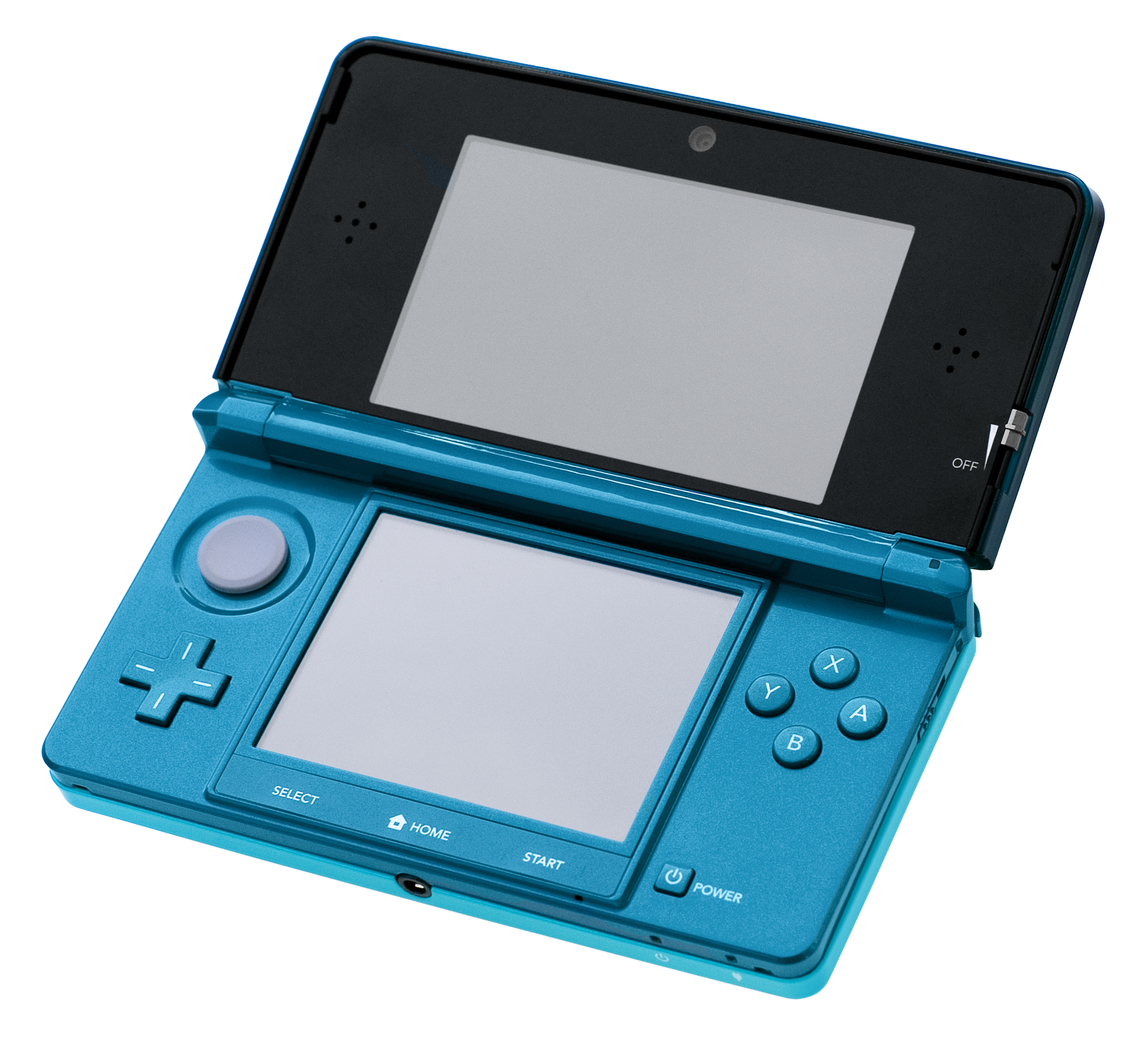
Nintendo 3DS
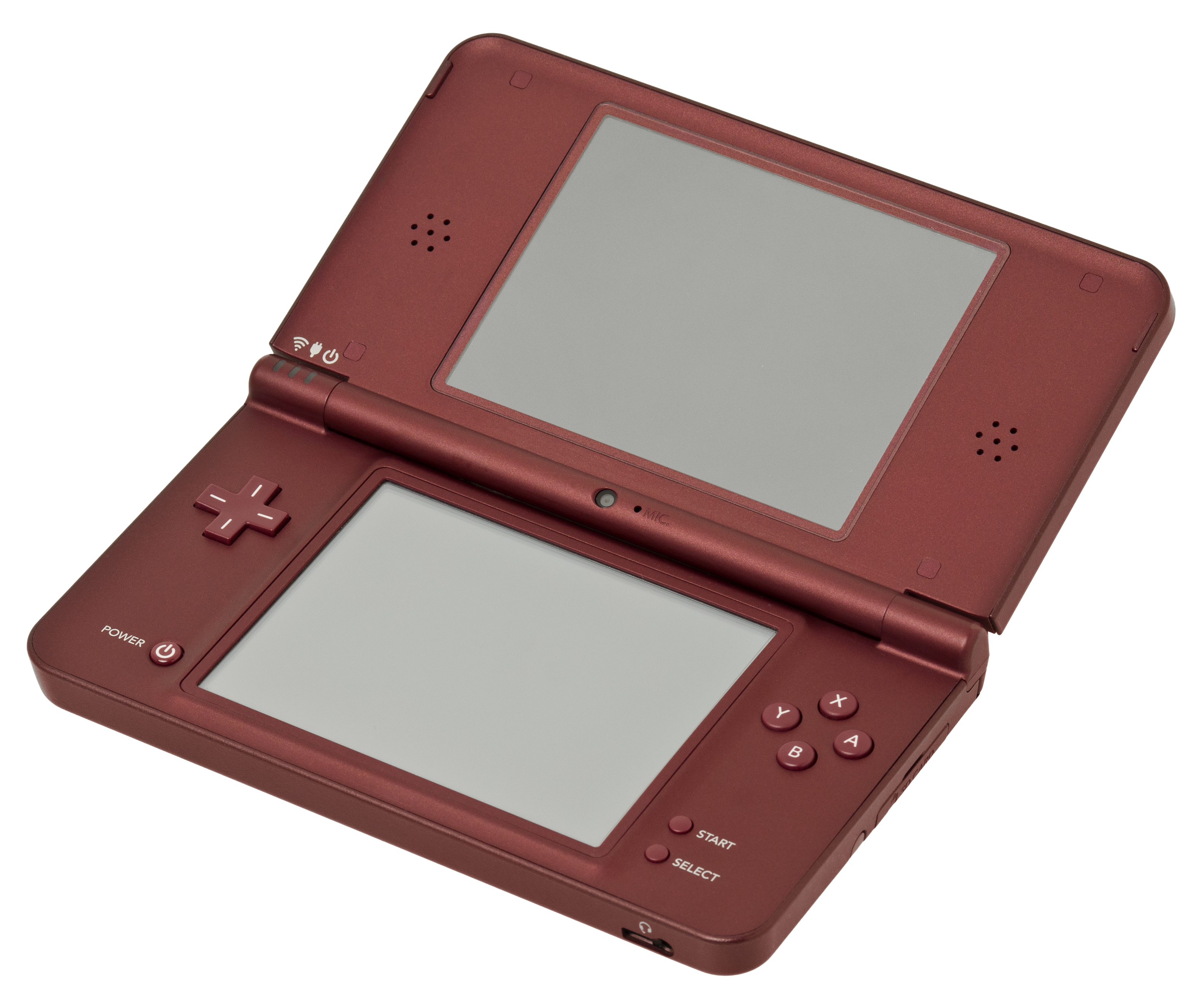
Nintendo DSi XL
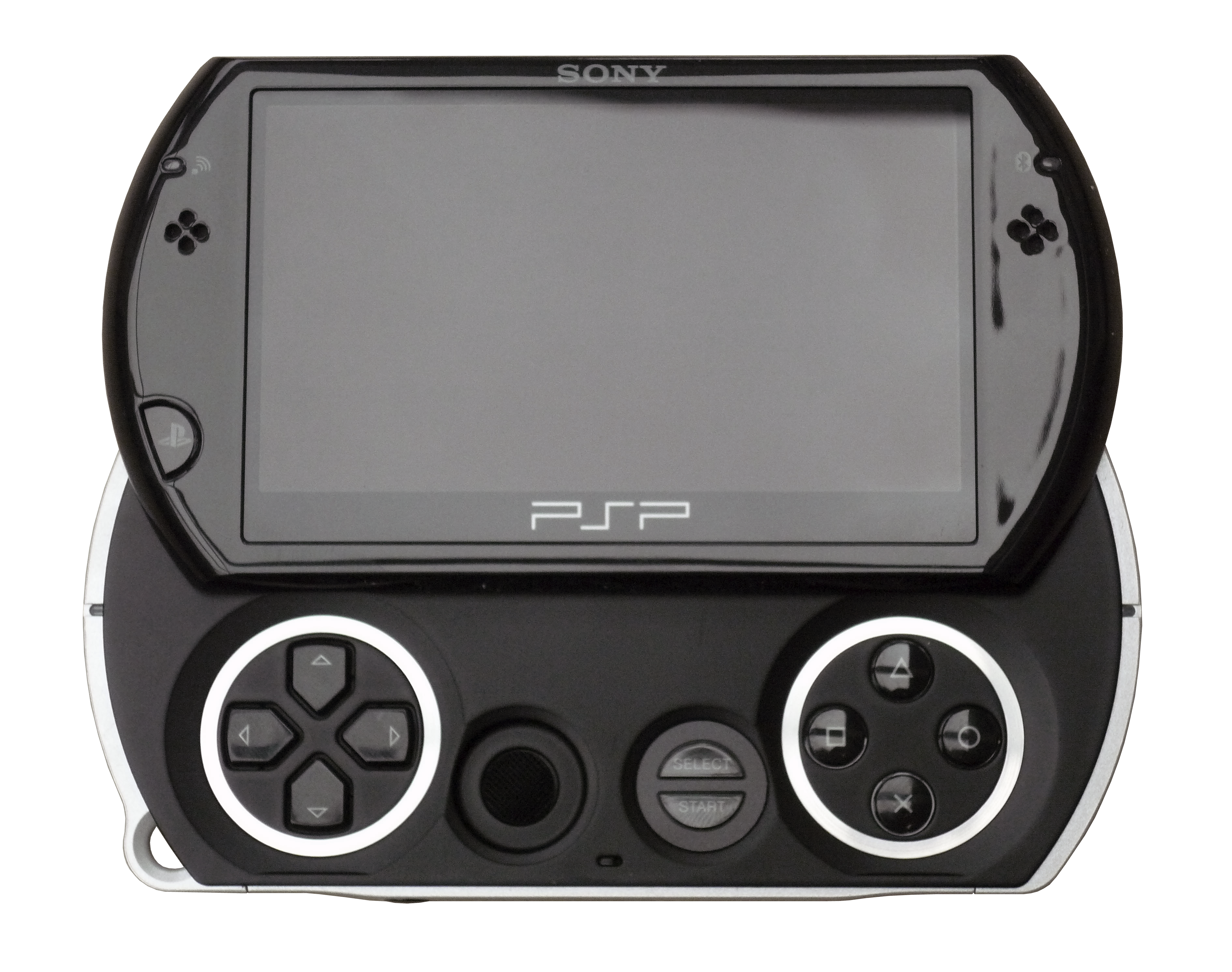
Sony PlayStation Portable Go
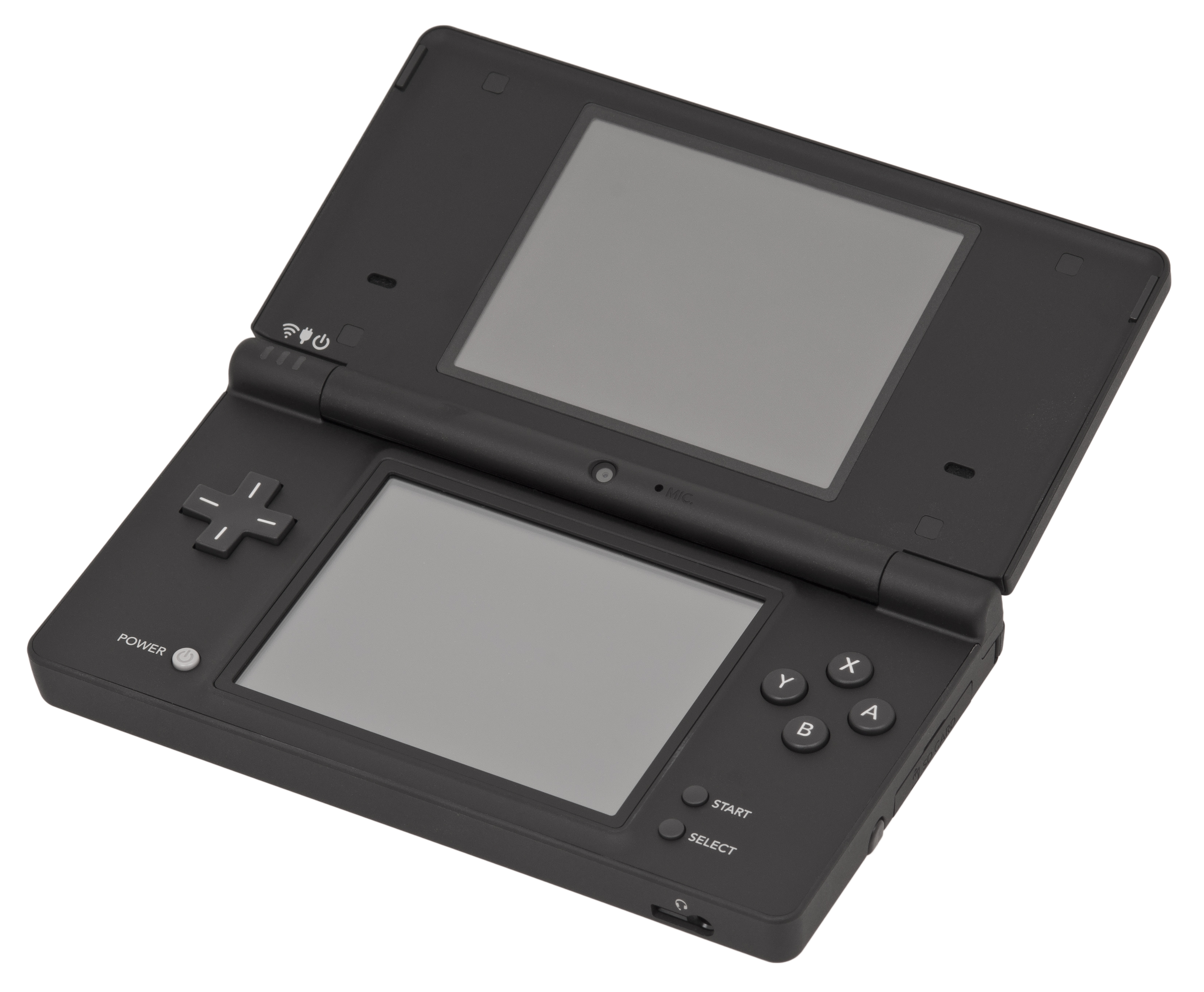
Nintendo DSi
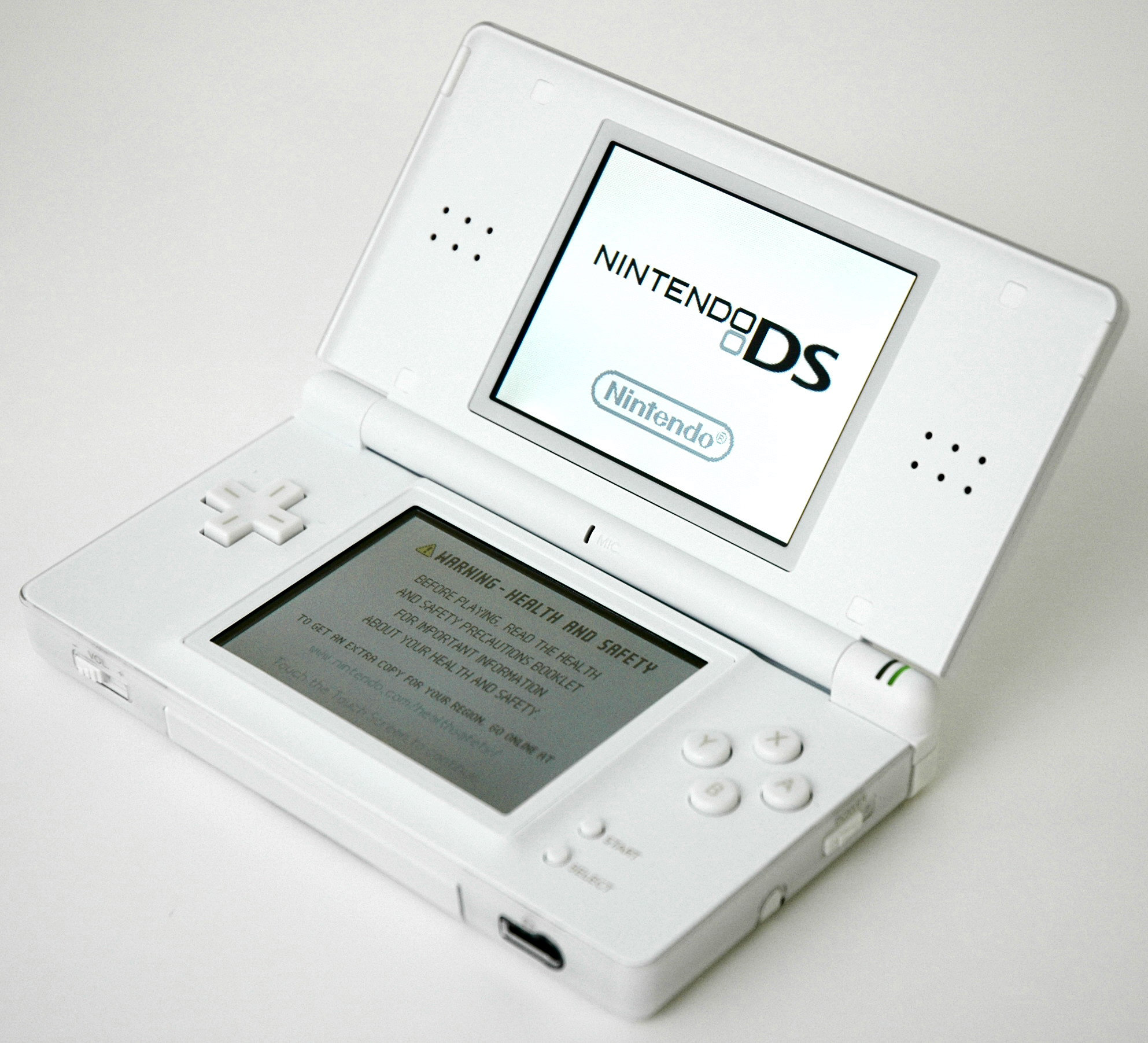
Nintendo DS Lite
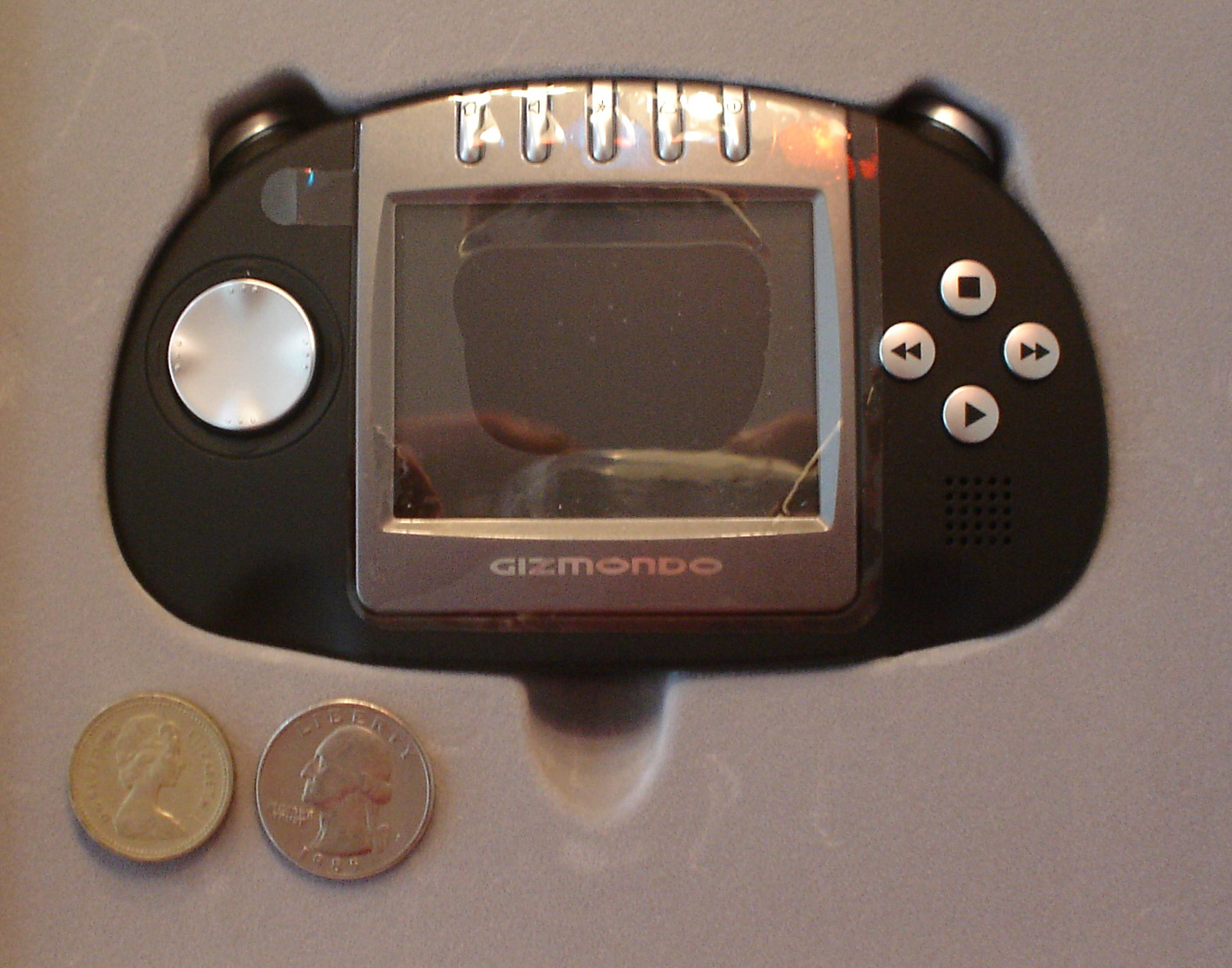
Gizmondo
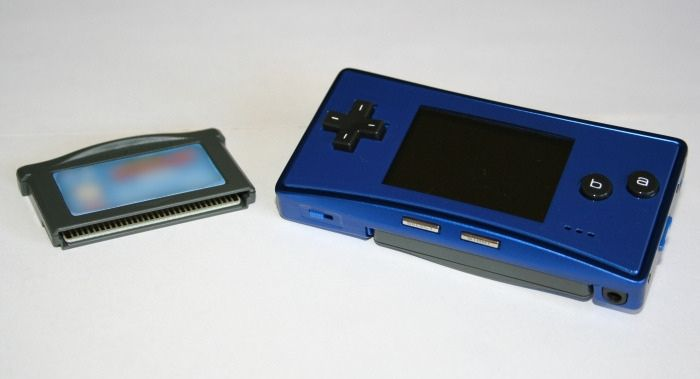
Nintendo Game Boy Micro
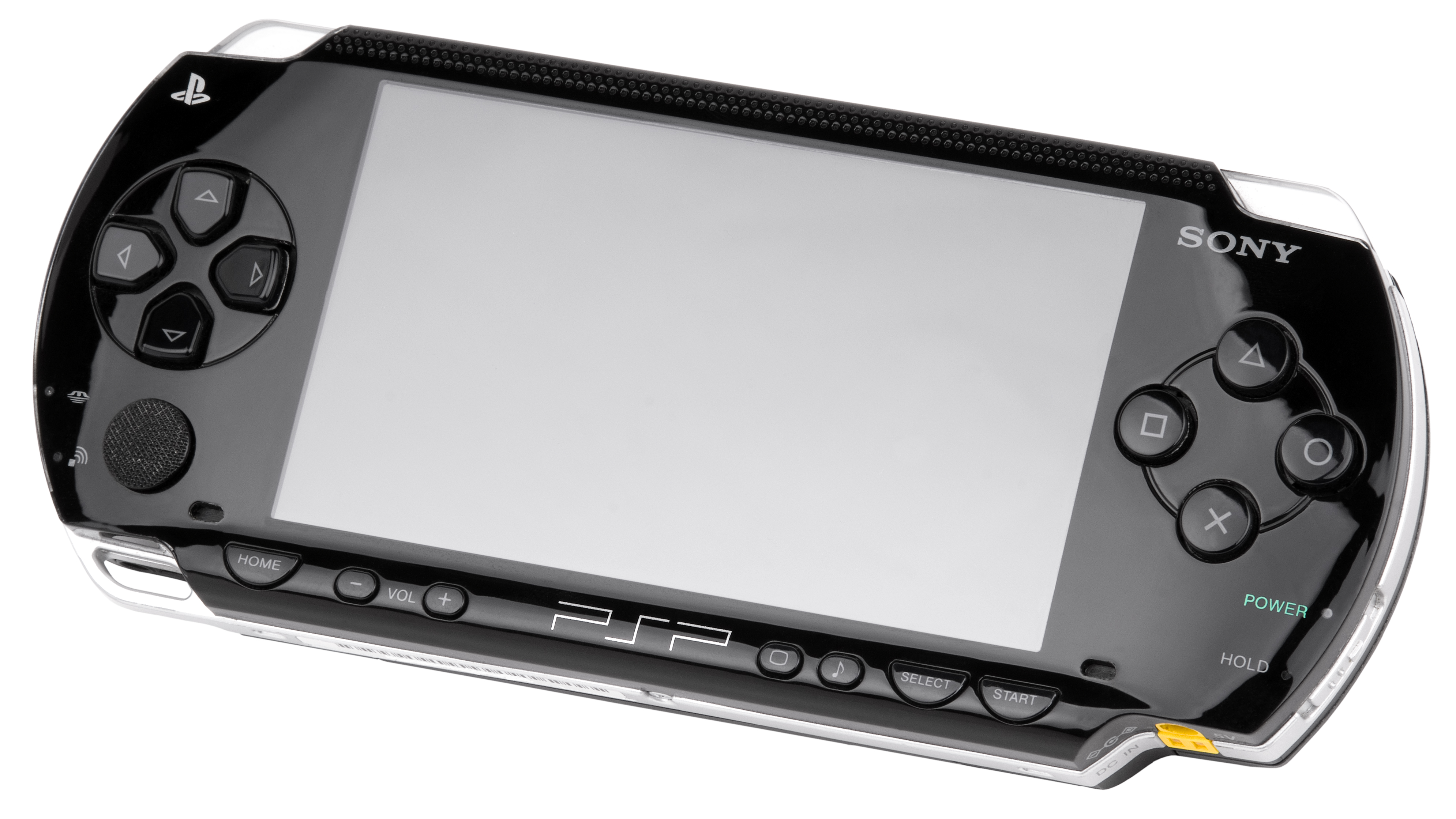
Sony PlayStation Portable
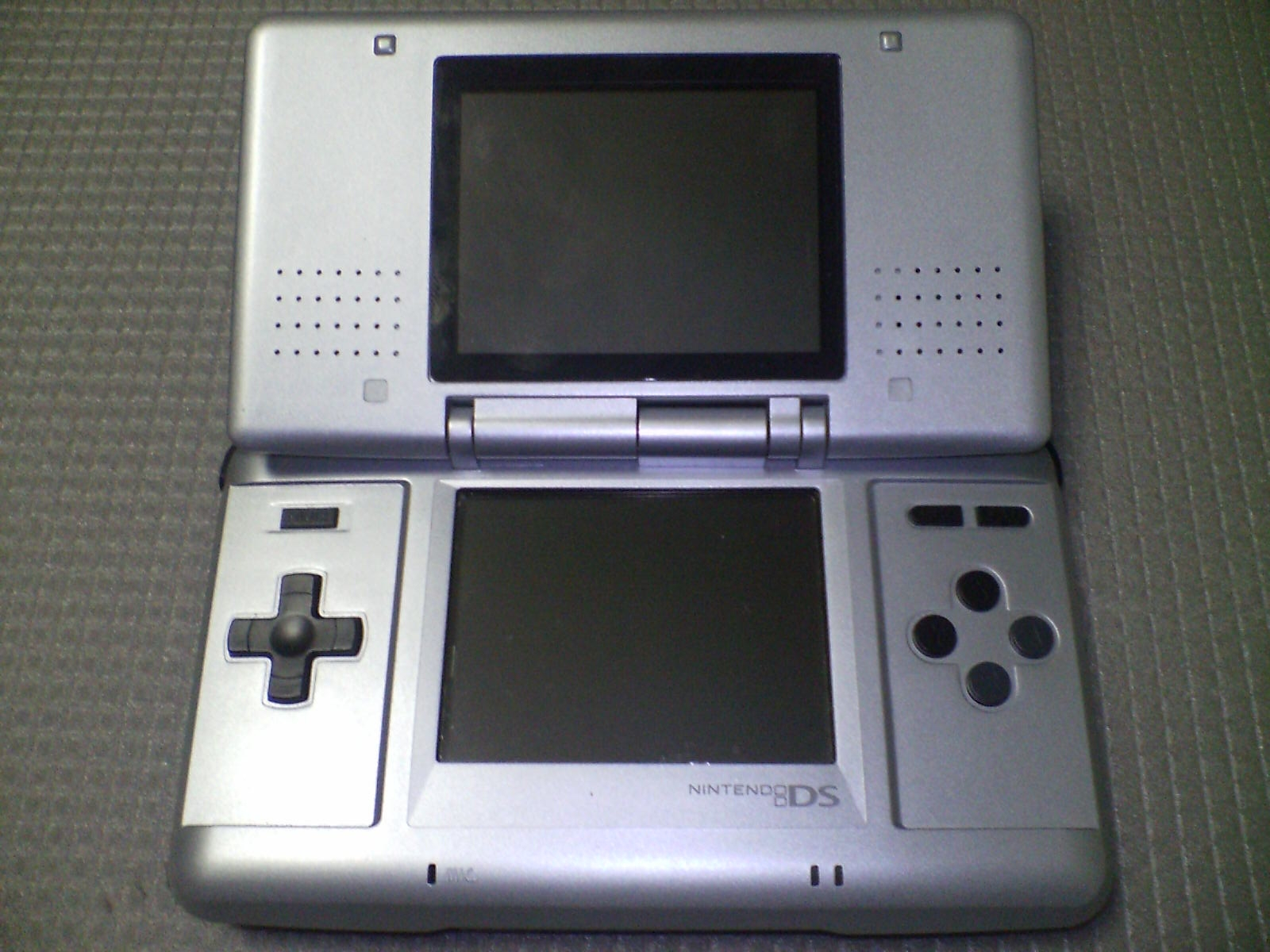
Nintendo DS
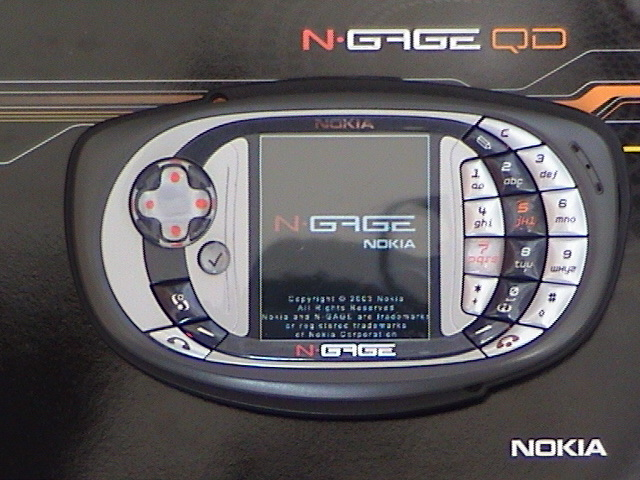
Nokia N-Gage QD
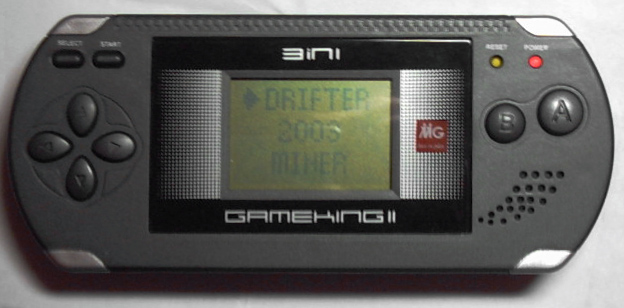
Timetop Gameking
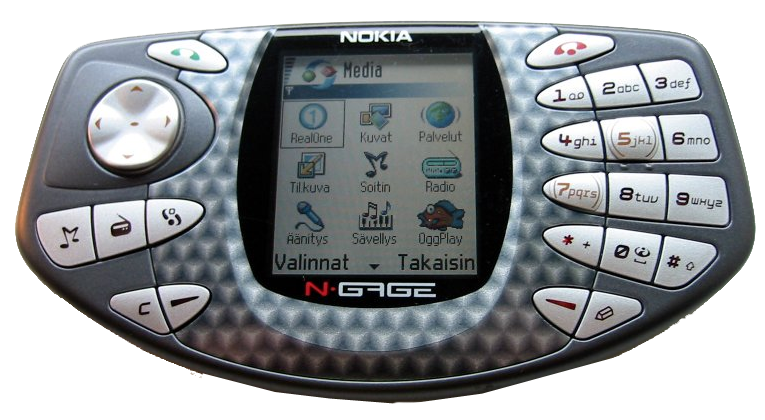
Nokia N-Gage
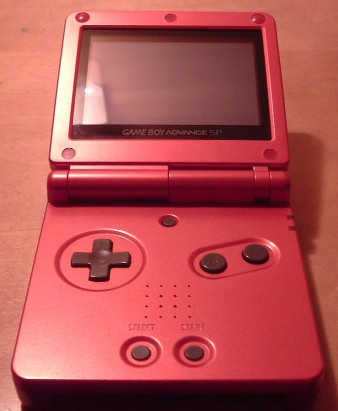
Nintendo Game Boy Advance SP
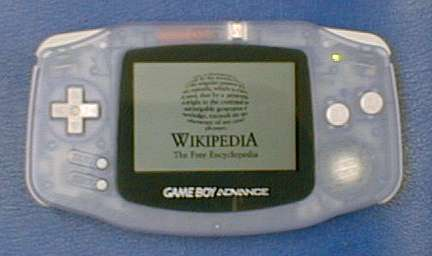
Nintendo Game Boy Advance
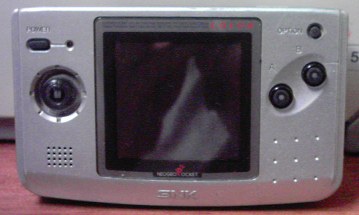
Neo-Geo Pocket Color
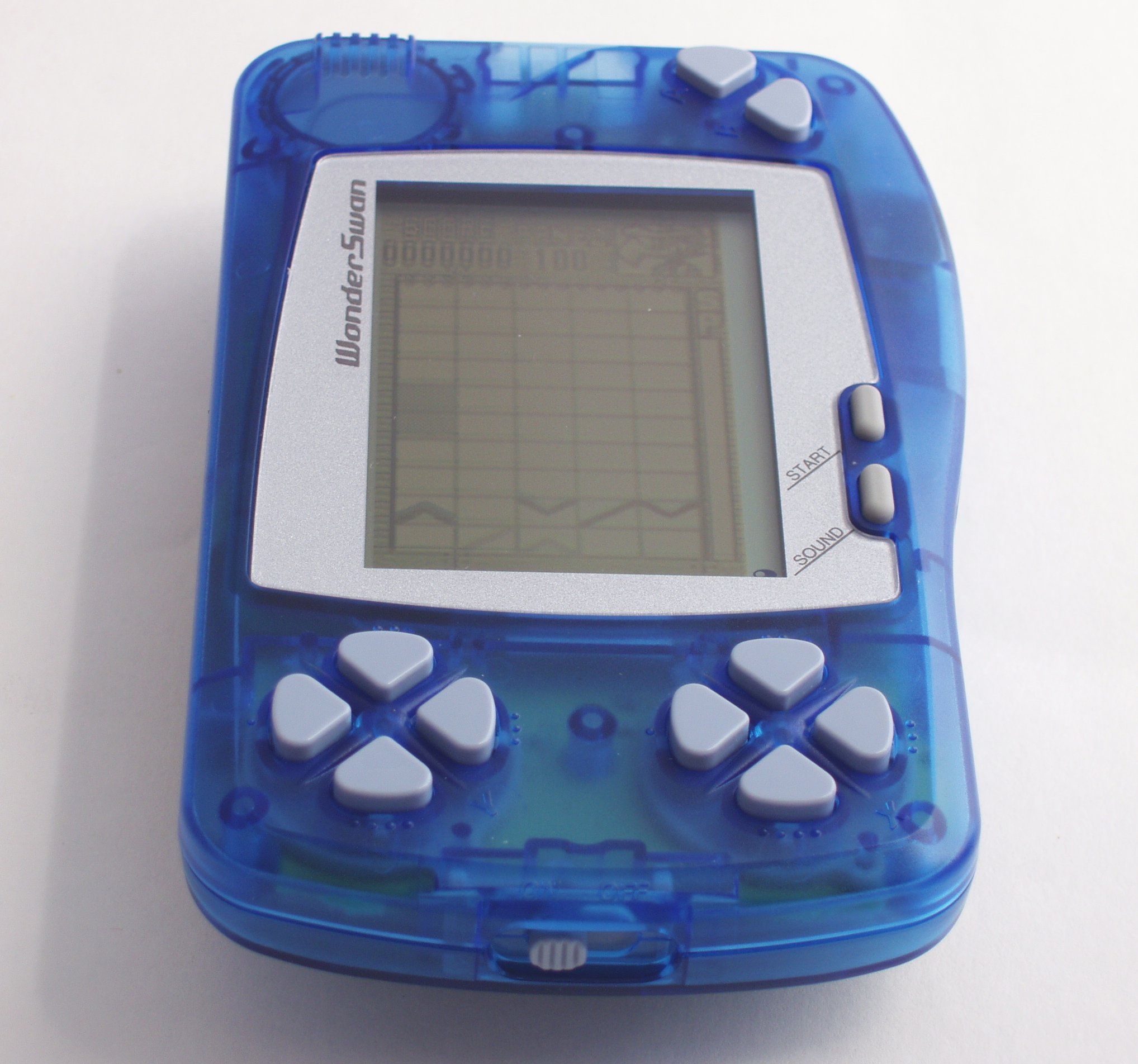
WonderSwan
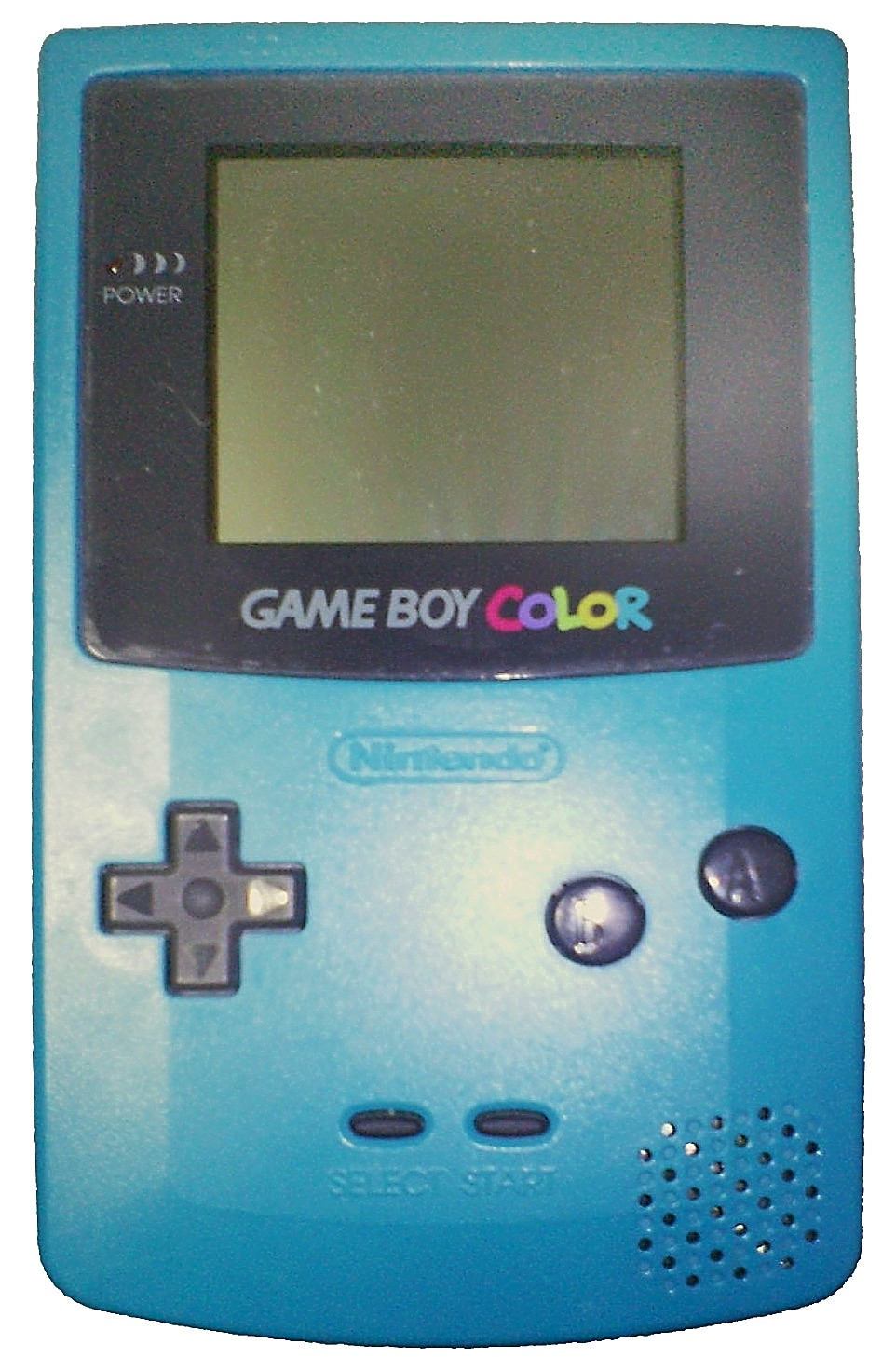
Nintendo Game Boy Color
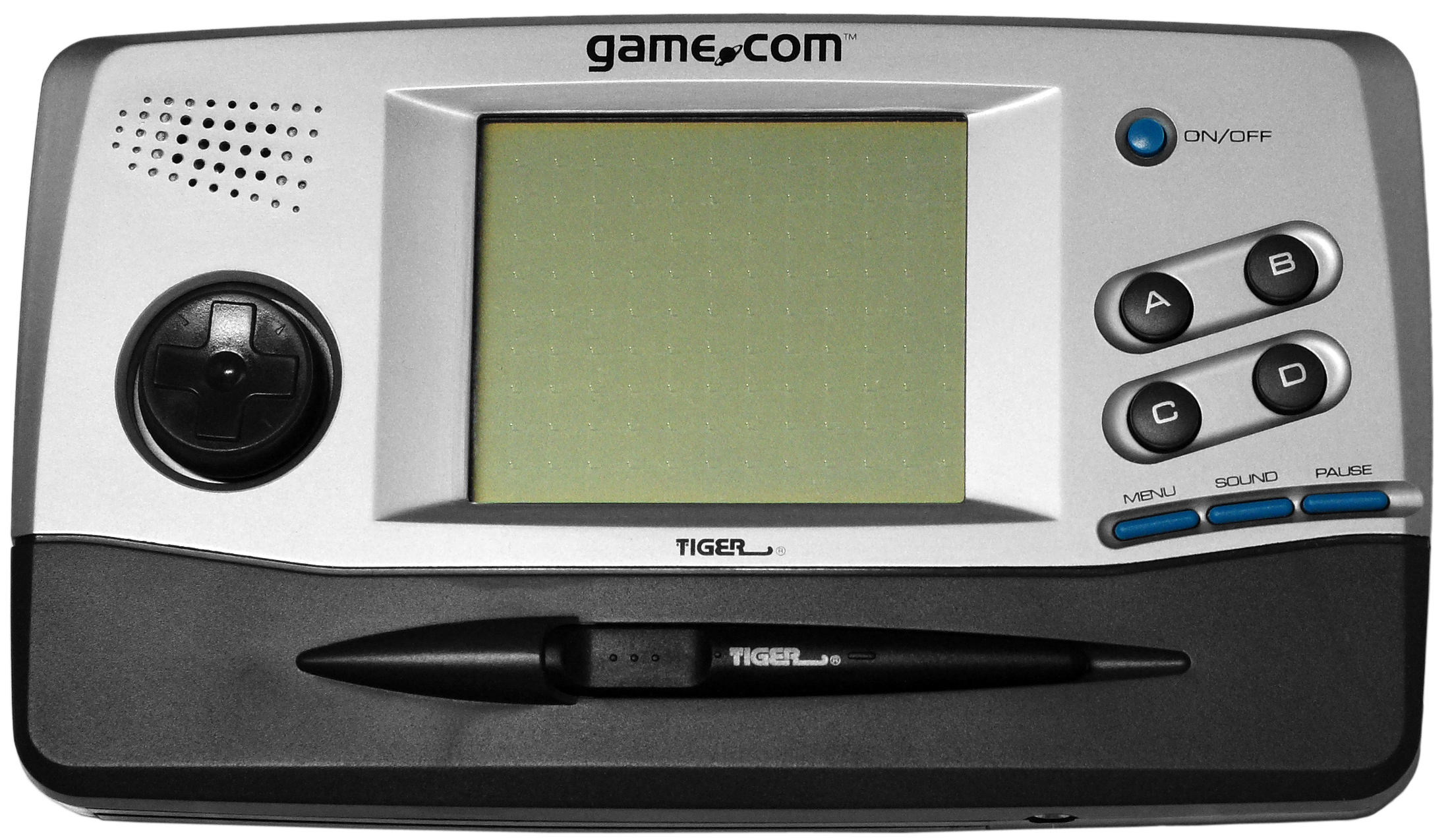
Tiger's game.com
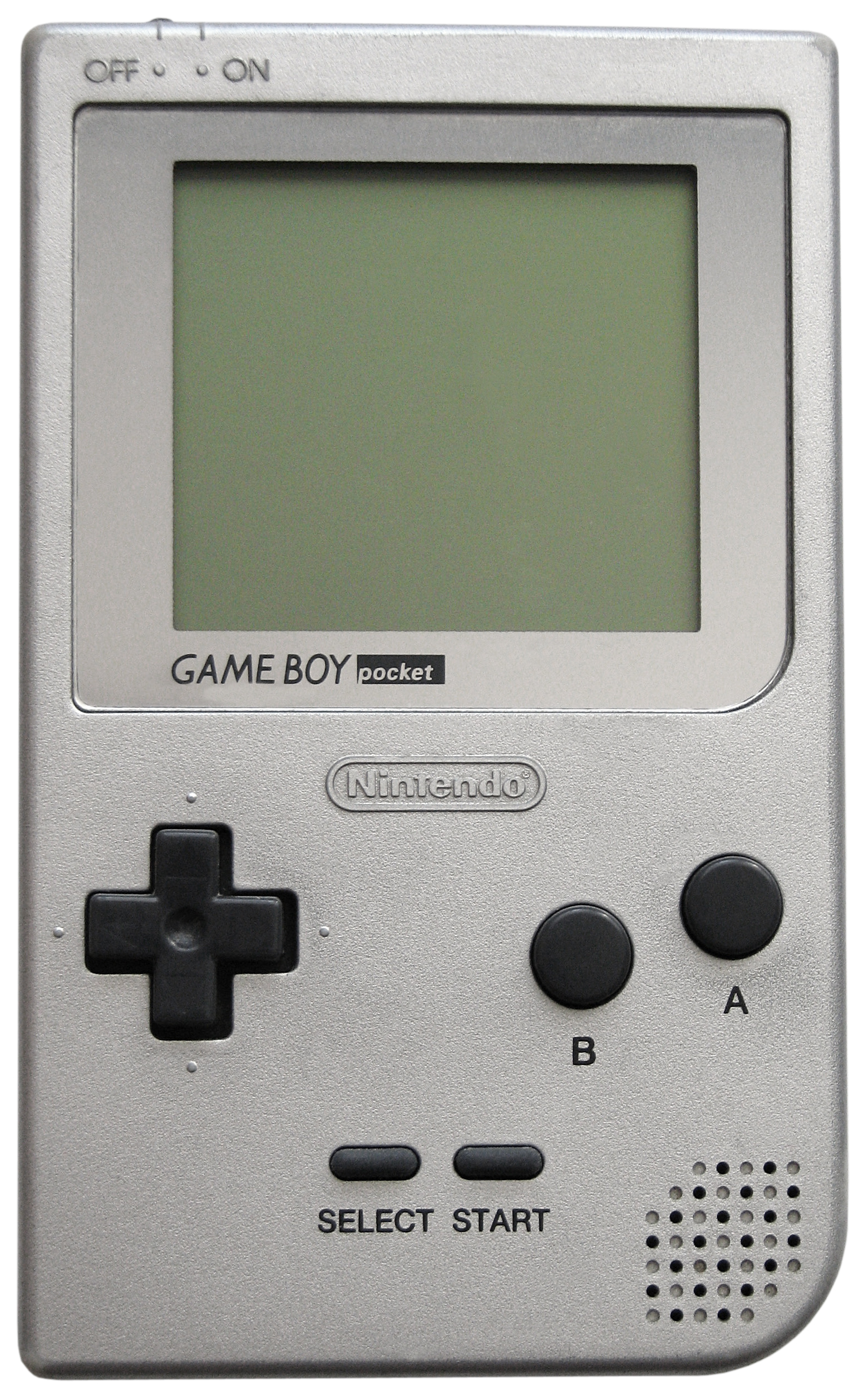
Nintendo Game Boy Pocket
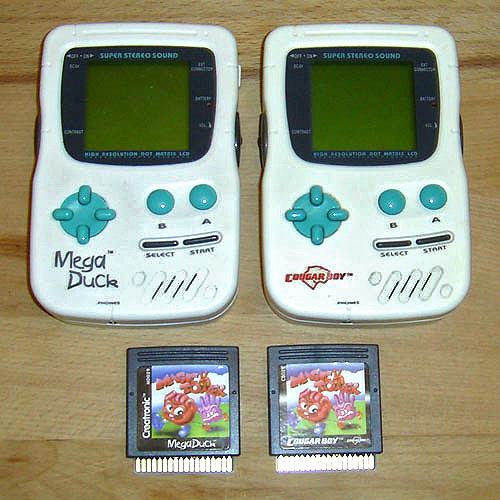
Mega Duck/Cougar Boy
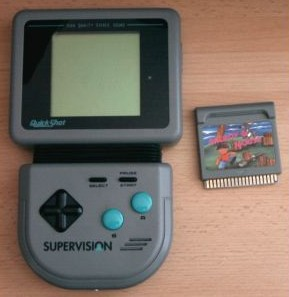
Watara Supervision
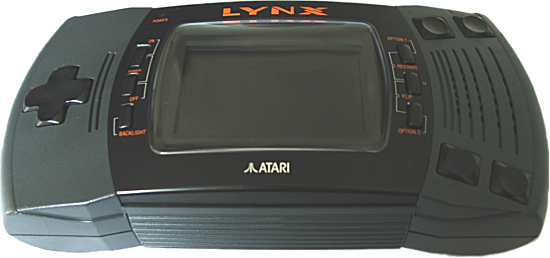
Atari Lynx II
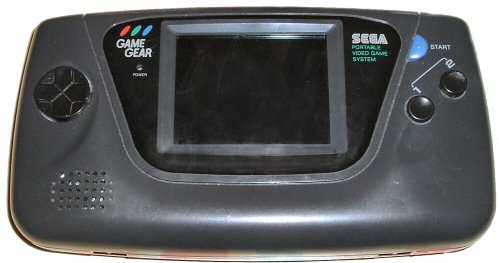
Sega Game Gear
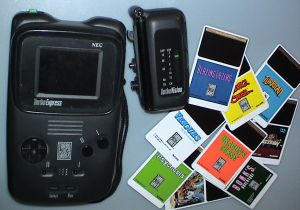
NEC PC Engine GT
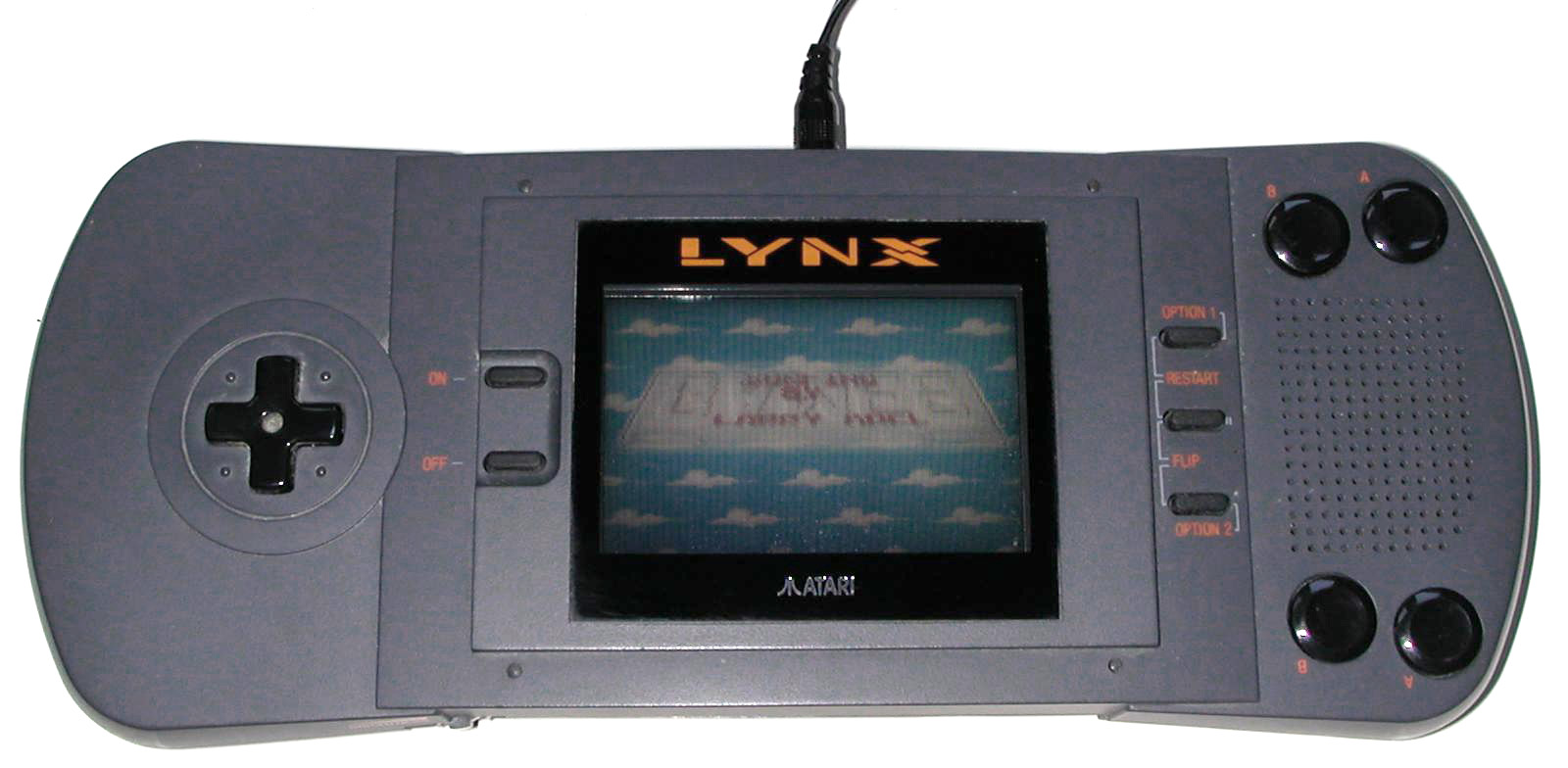
Atari Atari Lynx
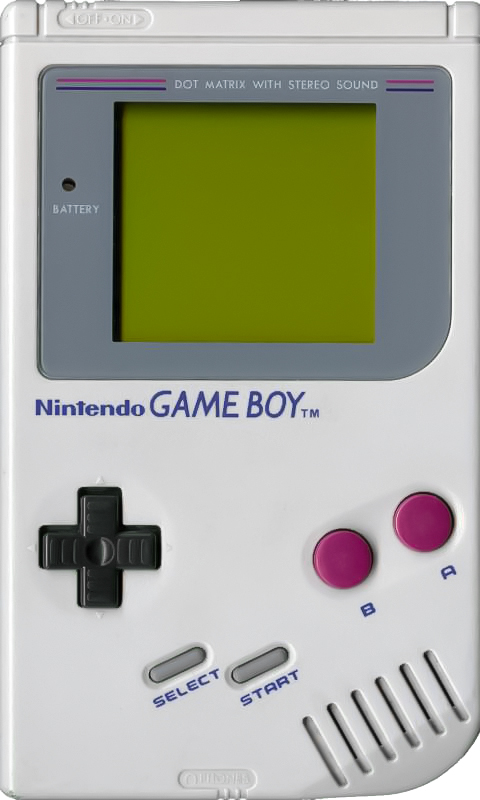
Nintendo Game Boy
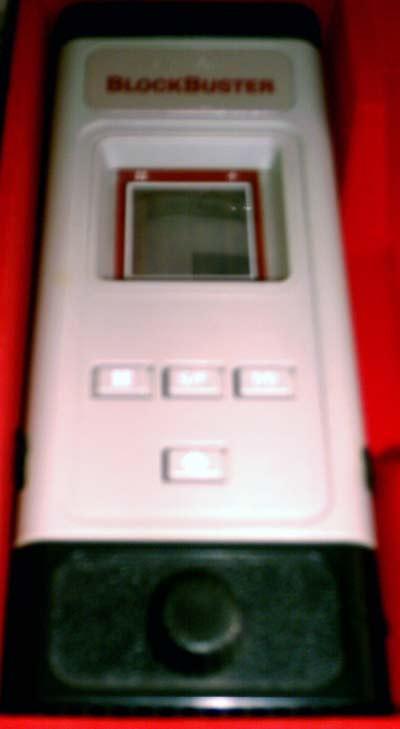
Milton Bradley Microvision